# Demografia de l'Uruguai
La població de l'Uruguai es concentra principalment sobre el litoral. Segons dades del 2004 era de 3.240.887 habitants, 1.565.473 homes i 1.675.414 dones. La població se sobretot urbana i es reparteix entre les vint ciutats més grans del país; principalment a Montevideo (1,4 milions d'habitants).
Els uruguaians són en la seva majoria descendents dels europeus arribats al país durant el segle xix, de nacions com Espanya i Itàlia (vegeu Immigració a l'Uruguai), entre d'altres.
La població d'ascendència europea representa el 88% del total, mentre que els mestissos - d'origen amerindi i europeu - i els afrouruguaians representen el 8% i el 4% respectivament. Els amerindis (principalment descendents dels charrúas i dels guaranís) només suposen un 1% de la població nacional. Va haver un nou flux d'immigrants europeus durant les primeres dècades del segle xx. Des de la segona meitat del segle, s'estima que uns 500.000 uruguaians han emigrat a l'estranger, sobretot cap al Brasil, l'Argentina, Espanya i els Estats Units.
Durant la primera meitat del segle XX la població uruguaiana va créixer de manera accelerada, amb una taxa de creixement elevada. El 1900, l'Uruguai tenia una població aproximada de 936.000 habitants, dels quals més de la meitat vivien al departament de Montevideo.
A causa de la baixa taxa de natalitat i a l'elevada esperança de vida, l'Uruguai té una població envellida.

## Principals centres urbans
El repartiment de la població de l'Uruguai no és equitatiu. D'una banda, la capital del país, Montevideo, alberga gairebé el 45% de la població total. La resta es divideix entre els altres divuit departaments, sent Canelones el segon departament més poblat i Flores el menys poblat. D'altra banda, existeixen dos grans àrees metropolitanes: la de Montevideo i la de la Ciudad de la Costa, que estan formades de nombrosos municipis al llarg del litoral sud del país.
La Ciudad de la Costa s'estén des del límit amb la Costa de Oro, a l'oest, fins al límit amb el departament de Maldonado, a l'est. Per la seva banda, l'àrea metropolitana de Montevideo comprèn a la ciutat, a tots els municipis del seu departament, a les urbanitzacions frontereres del departament de San José, i a la regió sud de Canelones, exceptuant Ciudad de la Costa.
El nucli poblacional més destacat es troba al sud de l'Uruguai, sobre la costa del Riu de la Plata. El terç nord és en general menys desenvolupat i poblat, amb les excepcions de les ciutats de Salto, Paysandú, Rivera i Tacuarembó.

## Evolució demogràfica de la població
- 1829 :...............74.000
- 1840 :.............200.000
- 1862 :.............281.500
- 1900 :.............936.000
- 1908 :..........1.043.000
- 1920 :..........1.500.000
- 1930 :..........2.000.000
- 1960 :..........2.540.000
- 1968 :..........2.818.000
- 1972 :..........2.960.000

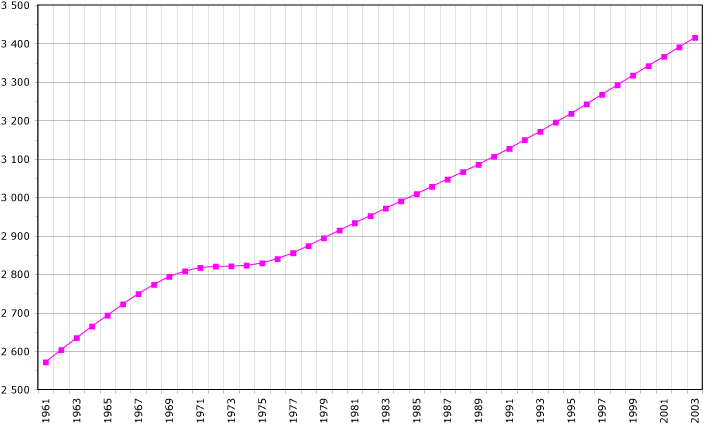
Nombre d'habitants 1961 - 2003 (mils).

- 2008 :..........3.477.778 (Estimació INE)

## Religió
La religió predominant de l'Uruguai és el cristianisme, amb un 60% d'adeptes (47% catòlics). El 12% de la població és protestant i el 2% són altres cristians, mentre que el judaisme i l'islamisme ho practica l'1% dels uruguaians. En les últimes dècades ha adquirit una notable influència l'evangelisme i les religions de procedència africana, destacant l'umbandisme i l'adoració a la Verge del Mar, Iemanjá. Finalment, el 39,2% dels uruguaians són ateus o agnòstics.
L'Uruguai és un país laic, amb una total separació entre Església i Estat. Aquesta divisió forma part d'un procés a través del qual el país es va distanciar de l'àmbit eclesiàstic i va començar la seva secularització. La Constitució de 1919 ratifica aquest procés.